# Romi (écrivain)
Pour les articles homonymes, voir Romi et Miquel.
Robert Miquel, dit Romi, né le 14 novembre 1905 à Lille (Nord) et mort le 25 novembre 1995  à Yerres (Essonne), est un journaliste et « historien de l'insolite » français. 

## Biographie
Homme de radio, collectionneur, antiquaire et, particulièrement, historien de l'insolite, des mœurs privées, des arts mineurs et de l'érotisme, Romi a été journaliste à Paris Match et au Crapouillot. Imprimeur, il s'était spécialisé dans le faire-part mortuaire. En juin 1949, il lance avec l'écrivain Raymond Fauchet un cabaret parisien dans un style Belle Époque, le Saint-Yves, au 4 rue de l'Université.
Robert Doisneau réalisa sa série de photographies La Vitrine de Romi en 1948 dans sa boutique située no 15 rue de Seine à Paris. Dans cette petite échoppe, se croisaient les frères Prévert, Robert Giraud, Jean Breton, les artistes Mathieu et César. Là encore, Romi et Roger Cornaille furent tous deux à l'origine de la revue Bizarre, publiée chez Éric Losfeld.
Après sa mort, ses collections d'art libertin ont longtemps été exposées au Musée de l'érotisme à Paris (fondé en 1997), avant d'être dispersées aux enchères lors de sa fermeture.

## Publications
- Petite Histoire des cafés concerts parisiens, préface de Robert Beauvais, Jean Chitry et Cie, Paris, 1950
- Maisons closes. L'histoire, l'art, la littérature, les mœurs, Aux dépens de l'auteur, 1952 (réédition Cercle du livre précieux, 1958)
- Technique du suicide, Aux dépens de l’auteur, 1953
- Copies conformes 1, Fraiche et joyeuse, Éditions de Paris, 1955
- Copies conformes 2, Usines à gloire, Éditions de Paris, 1956
- Livre de raison du patriote Palloy, démolisseur de la Bastille, présenté et commenté par Romi, Éditions de Paris, 1956
- La Conquête du nu, Éditions de Paris, 1957
- Amoureux de Paris, Éditions Odé, Paris, 1961
- Histoire des faits divers, Cinq siècles de faits divers, Éditions Pont Royal / Robert Laffont, Paris, 1962
- Histoire de l’insolite, préface de Philippe Soupault, Éditions Pont Royal / Robert Laffont, Paris, 1964
- Suicides passionnés, historiques, bizarres, littéraires, Éditions Serg, Paris, 1964
- Mythologie du sein, introduction de Lo Duca, Bibliothèque internationale d'érotologie n° 16, Jean-Jacques Pauvert, Paris, 1965
- Gros Succès et petits fours. La chanson, du café chantant au microsillon, avant-propos de Marcel Pagnol, Éditions Serg, Paris, 1967
- Métamorphoses du Diable, Éditions Hachette, 1968
- Le Sacrifice, et deux récits, avant-propos d'Hervé Bazin, Atelier d'Art Philippe Petit, Angers, 1976
- Maisons closes, édition définitive, augmentée, Michèle Trinckvel, Paris, 1979
- Histoire pittoresque du pantalon féminin, Jacques Grancher Éditeur, Paris, 1979
- Le Nu, Éditions du Rocher, Monaco, 1982
- Les Célèbres Inconnus d’hier et d’avant-hier, Éditions Filipacchi, Paris, 1987
- La Méprise de la Bastille, Massin Éditeur, Paris, 1989
- Alphonse Boudard et Romi, L'Âge d'or des maisons closes, Albin Michel, Paris, 1990
- Jean Feixas et Romi, Histoire anecdotique du pet, de l'antiquité à nos jours, préface d'Alphonse Boudard, Ramsay - Jean-Jacques Pauvert, Paris, 1991
- Histoire des festins et de la goinfrerie, préface de Cavanna, Éditions Artulen, Paris, 1993
- Jean Feixas et Romi, Tour de taille, la petite histoire de l’embonpoint, Éditions Liber, Lausanne, 1996